# .np
.np (Nepal) é o código TLD (ccTLD) na Internet para o Nepal.